# زیردریایی کلاس-آر (ایالات متحده آمریکا)
زیردریایی کلاس-آر (ایالات متحده آمریکا) (به انگلیسی: United States R-class submarine) یک کلاس از زیردریایی است که طول آن ۱۸۶ فوت ۲ اینچ (۵۶٫۷۴ متر) می‌باشد.